# Santo Tomás Apipilhuasco
Santo Tomás Apipilhuasco, eller bara Santo Tomás, är en ort i Mexiko, tillhörande kommunen Tepetlaoxtoc i delstaten Mexiko. Santo Tomás Apipilhuasco ligger i den centrala delen av landet och tillhör Mexico Citys storstadsområde. Orten hade 3 495 invånare vid folkmätningen 2010.